# Utuḫengal
Utuḫengal (auch Utuchengal) war ein sumerischer König der fünften Dynastie von Uruk.
Utuḫengal war in der Zeit von 2119 bis 2112 v. Chr. (mittlere Chronologie) König von Uruk. Er ließ mehrere Inschriften anbringen, die Quellen für seine Zeit darstellen.
Utuḫengal stammte aus der Herrscherfamilie von Uruk. Gemäß einer seiner Inschriften, die in abgeschriebener Fassung überliefert ist, besiegte er den Gutäerkönig Tirigan und zwei Generäle oder Statthalter namens Ur-Ninazu und Nabi-Enlil in einer Schlacht nördlich der Überreste Akkads. Utuḫengal erhob Anspruch auf den Titel „König der vier Weltgegenden“, übte jedoch keine Oberhoheit über den gesamten sumerischen Raum aus. Es ist bekannt, dass er in einem Grenzstreit zwischen den Städten Ur und Lagaš schlichtete. In Ur setzte er seinen General und Bruder Ur-Nammu als Statthalter ein. Dieser wurde sein Nachfolger. Unklar ist, ob der Thronfolge Auseinandersetzungen vorausgingen.